# 道格拉斯山 (肯塔基州)
道格拉斯山（英語：Douglass Hills），是美国肯塔基州的一座城市。建立于1973年，面积约为3.4平方公里（1.3平方英里）。根据2010年美国人口普查，该市的人口为5,484人。